# Кашенцев, Виталий Григорьевич
Кашенцев Виталий Григорьевич (1922—1995) — советский военный лётчик.

## Биография
Родился 19 января 1922 года в городе Балта ныне Одесской области Украины.
В 1939 году окончил с золотой медалью 10 классов средней школы в Балте. Затем в 1940 году окончил один курс Одесского института инженеров водного транспорта. В ноябре 1940 года поступил в Мелитопольскую военную авиационную школу стрелков-бомбардировщиков. Окончил в 1941 году Борисоглебское военное авиационное училище.
Участник Великой Отечественной войны — в июле 1942 года был направлен на фронт в составе 46-го Западного авиационного полка. С сентября 1942 по июль 1943 года воевал в качестве воздушного стрелка в составе 33-го гвардейского штурмового авиационного полка МВО. В декабре 1942 года был легко ранен в воздушном бою в районе Старой Руссы. С июля 1943 по март 1944 года уже в качестве штурмана самолёта воевал в составе 717-го бомбардировочного авиаполка Северо-западного фронта. С марта 1944 по 9 мая 1945 года в качестве штурмана воевал в составе этого же авиаполка 242-й БАД 1-го Белорусского фронта. Летал на самолётах По-2 и Ил-2. Дошёл до Берлина, сфотографировался на фоне здания Рейхстага и оставил надпись «Мы из Одессы». Член ВКП(б)/КПСС с 1944 года.
После окончания войны продолжил службу в армии до июля 1949 года — штурманом самолёта, затем адъютантом начальника штаба авиадивизии, позже адъютантом командира эскадрильи. После выхода в отставку по состоянию здоровья в звании лейтенанта перебрался в Подмосковье, где жила его сестра и пошёл работать в школу, сначала военруком, а после окончания педагогического института — преподавателем математики в Томилино, был завучем по учебно-воспитательной работе.
Умер 26 мая 1995 года.

## Награды
- 25.02.1943 — медаль «За отвагу» (за 16 успешных боевых вылетов, 12 из них штурмовых; участвовал в 6 воздушных боях, в воздушном бою был ранен и, будучи раненым, мужественно продолжал сражаться с истребителями противника; В групповом воздушном бою сбил один вражеский самолёт Мt-109, заставил замолчать 2 зенитные батареи противника, чем способствовал успешному выполнению задания командования).
- 21.07.1944 — орденом Красной Звезды (за проявленное мужество и умение наносить бомбовые удары, за совершенные 70 боевых вылетов и причиненный ущерб противнику).
- 20.02.1945 — орденом Славы III степени (за совершенные на самолёте По-2 — 44 боевых вылета, а на самолёте Ил-2 — 28 боевых вылетов, а также за взрыв склада с боеприпасами).
- 06.05.1945 — орденом Красной Звезды (за совершенные 171 боевых вылета, из них днем на штурмовку войск противника на самолёте Ил-2, ночью на бомбардировку живой силы и техники противника на самолёте По-2, а также на разведку войск противника).
- За отличные боевые действия на 1-м Белорусском фронте был удостоен 8 благодарностей И. В. Сталина.